# Duivenrecht
Het duivenrecht was het recht om duiven te houden. Dit recht was voorbehouden aan de adel en de geestelijkheid. De duivenhouderij kende haar grootste bloei tussen de 13e en de 18e eeuw.
De baten van de duivenhouderij waren tweeledig. Er werd mest geproduceerd terwijl de jonge duiven werden gegeten. Een groep van 200 volwassen duiven leverde per jaar 500 jonge duiven op die, vlak voordat ze zouden uitvliegen, door de eigenaars opgegeten werden of op de markt verhandeld. Ook werden jaarlijks zes karrenvrachten mest geproduceerd, wat vooral van belang was in streken met een onvruchtbare bodem, zoals de zandgronden. Het voedsel vonden de duiven op de akkers, wat ten nadele van de boeren was, terwijl de baten voor de adel waren.
De duiven werden gehouden in duiventorens, waarvan er nog een aantal in diverse landen te vinden zijn. Ze bevonden zich voornamelijk nabij kastelen of nabij aan kastelen toebehorende boerderijen.
In 1798, gedurende de Franse tijd, schafte men veel privileges van adel en landheren af. Het houden van duiven in tillen werd verboden. Het bezit van een duiventil zagen de Fransen als een herenrecht. Maar in 1807, nog tijdens het koningschap van Lodewijk Napoleon, werd dit verbod weer opgeheven. Bij de Grondwet van 1848 werden tal van heerlijke rechten afgeschaft. Het recht van duivenslag bleef echter bestaan en werd in het jachtrecht opgenomen. Zo bleef de situatie tot de wet gewijzigd werd in 1954. De nieuwe wet beschouwde duivenslag en zwanendrift niet langer als jachtrechten. Daarmee verdwenen de rechten voorgoed uit de wetgeving.